# Anartia moreno
Anartia moreno is een vlinder uit de familie Nymphalidae. De wetenschappelijke naam van de soort is voor het eerst geldig gepubliceerd in 1931 door Kruck.